# 2004 en photographie
| Années de la photographie : 2001 - 2002 - 2003 - 2004 - 2005 - 2006 - 2007    |
| Décennies de la photographie : 1970 - 1980 - 1990 - 2000 - 2010 - 2020 - 2030 |

Cet article présente les faits marquants de l'année 2004 en photographie.

## Événements
- Le Jeu de Paume à Paris, ouvert en 1991 comme centre d'art moderne et contemporain, fusionne avec le Centre national de la photographie et devient un centre d'art destiné à la diffusion de l'image des XXe siècle et XXIe siècle (photographie, cinéma, vidéo, installation, Net.art).
- Création de la Maison africaine de la photographie (MAP) à Bamako, dans les locaux de la Bibliothèque nationale du Mali.

## Expositions
- 14 janvier - 14 mars : René Burri. Photographies, Maison européenne de la photographie, Paris[1],[2].
- 18 février - 16 mai : Des photographes pour l'Empereur : les albums de Napoléon III, Bibliothèque nationale de France, Paris (commissaire d'exposition Sylvie Aubenas)[3],[4].
- 30 mars - 15 mai : Manuel Álvarez Bravo. L'œuvre d'un maître de l'image, Pavillon populaire, Montpellier.
- mai - septembre : La Chine vue par Capa, Bischof, Cartier-Bresson, Riboud, Le Querrec, Zachmann, Pavillon de Vendôme, Aix-en-Provence (commissaire d'exposition Pierre-Jean Amar).
- 19 août - 13 novembre : Regards sur la Libération de Paris : photographies, août 1944, Arc de triomphe, Paris[5].
- 1er septembre - 16 janvier 2005 : Norman Parkinson. Portraits in Fashion, National Portrait Gallery, Londres.
- 28 septembre - 28 novembre : L'ombre du temps. Documents et expérimentations dans la photographie du XXe siècle, Jeu de paume, Paris[6].
- 8 octobre - 19 décembre 2004 : Erich Salomon, un photographe en smoking dans les années trente, Musée d'Art moderne et contemporain, Strasbourg[7].
- 19 octobre - 16 janvier 2005 : Alfred Stieglitz, 1864-1946, Musée d'Orsay, Paris, dans le cadre du Mois de la photo[8],[9].
- 19 octobre - 29 janvier 2005 : Marc Riboud. 50 années de photographie en Chine, Pavillon populaire, Montpellier.
- 20 octobre 2004 - 3 janvier 2005 : Bernd et Hilla Becher, Centre Georges-Pompidou, Paris.
- 2 novembre - 6 février 2005 : L'utopie photographique : regard sur la collection de la Société française de photographie, Maison européenne de la photographie, Paris[10].
- 3 novembre - 6 février 2005 : August Stauda. Vienne fin de siècle, Maison européenne de la photographie, Paris[11].
- 5 novembre - 30 décembre : Jean Dieuzaide, 1921-2003. 50 ans de photographie : Musée du Pays vaurais, Lavaur.
- 10 novembre - 6 mars 2005 : Vu d'Italie 1841-1941 : la photographie italienne dans les collections du Musée Alinari, Pavillon des arts, Paris[12]

photographies de Gioacchino Altobelli, Antonio Beato, Filippo Belli (it), Pompeo Bondini, Giacomo Caneva, Alessandro Duroni, Vincenzo Giacomelli, Wilhelm von Gloeden, Giuseppe Primoli, Giacomo Rossetti, Giorgio Sommer entre autres.
- In the Center of Things: A Tribute to Harold Jones, Center for Creative Photography, Tucson, Arizona.

Photographies de Wynn Bullock, Harry Callahan, Paul Caponigro, Mark Cohen, Robert Frank, Eikō Hosoe, André Kertész, Barbara Morgan, Aaron Siskind, William Eugene Smith, Jack Welpott, Minor White.

## Festivals et congrès photographiques
- 102e congrès de la Fédération photographique de France à Granville.
- 8 juillet - 19 septembre : 35es Rencontres de la photographie d'Arles[13],[14].
- 28 août - 3 septembre : 27e congrès de la Fédération internationale de l'art photographique à Budapest.
- 28 août - 12 septembre : Visa pour l'image, Perpignan.
- 3 septembre - 26 septembre : 8es Journées photographiques de Bienne en Suisse[15].
- novembre 2004 : Mois de la photo, Paris[16].
- photokina, Cologne

## Prix et récompenses
- Prix Niépce : Claudine Doury.
- Prix Nadar : Philippe Bordas, L'Afrique à poings nus, Paris, Le Seuil, 2004, 338  (ISBN 2-02-055672-3).
- Prix Arcimboldo : Florian Schneider
- Prix HSBC pour la photographie : Patrick Taberna et Malala Andrialavidrazana.
- Prix Bayeux-Calvados des correspondants de guerre : Karim Sahib (Agence France-Presse).
- Grand prix Paris Match du photojournalisme : Olivier Jobard, Immigration clandestine. Itinéraires clandestins[17]
- Prix Roger-Pic : Philip Blenkinsop pour sa série intitulée Laos, la guerre secrète continue.
- Bourse Canon de la femme photojournaliste : Kristen Ashburn.
- Prix Picto de la jeune photographie de mode : Stéphanie Erard.
- Prix Voies Off : Vincent Debanne, pour Les troupes de la Défense.
- Prix Oskar-Barnack : Peter Granser.
- Prix Erich-Salomon : Will McBride.
- Prix culturel de la Société allemande de photographie : Daidō Moriyama.
- Prix Citigroup Photography : Joel Sternfeld.
- Prix Hansel-Mieth : Dirk Eisermann (photographie), Christian Schüle (texte).
- Prix national de portrait photographique Fernand-Dumeunier : Chloé Houyoux-Pilar.
- Prix du duc et de la duchesse d'York : non attribué
- Prix national de la photographie (Espagne) : Carlos Pérez Siquier.
- Prix Ansel-Adams : Ken et Gabrielle Adelman.
- Prix W. Eugene Smith : Stanley Greene.
- Prix Pulitzer
  - Prix Pulitzer de la photographie d'article de fond (Feature Photography) : Carolyn Cole pour ses reportages sur la guerre civile au Libéria.
  - Prix Pulitzer de la photographie d'actualité (Breaking News) : David Leeson (en) et Cheryl Diaz Meyer, The Dallas Morning News, pour leurs photographies de la guerre en Irak.
- Prix Robert Capa Gold Medal :  Ashley Gilbertson, The New York Times, photographies de la bataille de Falloujah en Irak.
- Prix Inge-Morath : Claudia Guadarrama.
- Infinity Awards

  - Prix Cornell-Capa : Josef Koudelka.
  - Prix de la publication Infinity Award : Doon Arbus et Elizabeth Sussman, Diane Arbus: Revelations, New York, Random House, 2003, 352 p,  (ISBN 978-0-3755062-0-8).
  - Infinity Award du photojournalisme : Simon Norfolk.
  - Infinity Award for Art : Fiona Tan.
  - Prix de la photographie appliquée : Alison Jackson (en).
- Prix Higashikawa
  - Photographe japonais : Yukio Nakagawa.
  - Photographe étranger : Antoine d'Agata.
  - Photographe espoir : Akiko Tobu.
  - Prix spécial : Eiichi Kurasawa.
- Prix Kimura Ihei : Masaki Nakano.
- Prix Ken-Domon : Hiroh Kikai.
- Prix de photographie de Sagamihara : Seiichi Furuya.
- World press Photo de l'année : Jean-Marc Bouju, photographie prise en 2003 d'un prisonnier de guerre irakien couvert d'une cagoule réconfortant son fils dans un centre de détention[18].
- Centenary Medal de la Royal Photographic Society : Arnold Newman.
- Prix international de la Fondation Hasselblad : Bernd et Hilla Becher.
- Prix suédois du livre photographique : (sv) Nina Korhonen, Anna, Amerikan mummu, Stockholm, éd. Journal, 2004.
- Prix Lennart-Nilsson : Göran Scharmer (Institute for Solar Physics).

## Décès
- 1er janvier : Denise Colomb, photographe française, née le 1er avril 1902.
- 6 janvier : Francesco Scavullo, photographe américain, né le 16 janvier 1921.
- 23 janvier : Helmut Newton, photographe australien d'origine allemande, connu pour ses photographies de mode et de nus féminins, né le 31 octobre 1920.
- 2 avril : Ginette Bouchard, photographe canadienne, née le 2 juillet 1952.
- 5 avril : Pompeo Posar, photographe américain, né le 21 février 1921.
- 28 mai : Jean-Philippe Charbonnier, reporter-photographe français, né le 28 août 1921.
- 8 juin : Don Hong-Oai, photographe chinois, né en 1929.
- 5 juillet : Pierre Gassmann, photojournaliste et tireur français, né le 5 juillet 1913.
- 11 juillet : Franck Van Deren Coke, photographe américain, né le 4 juillet 1921.
- 30 juillet : Ellen Auerbach, photographe américaine d'origine allemande, née le 20 mai 1906.
- 3 août : Henri Cartier-Bresson, photographe français, né le 22 août 1908.
- 8 août : Eva Kemlein,  photographe et photojournaliste allemande, née le 4 août 1909
- 16 août : Carl Mydans, photojournaliste américain, né le 20 mai 1907.
- 10 septembre : Alice Bommer, reporter-photographe, française, née le 7 janvier 1923.
- 18 septembre : Eddie Adams, photojournaliste et photographe de guerre américain, né le 12 juin 1933.
- 1er octobre : Richard Avedon, photographe de mode et portraististe américain, né le 15 mai 1923.
- 9 octobre : Alberto Rizzo, photographe italo-américain, né le 2 mai 1931.
- 23 octobre : George Silk, photographe de guerre et de sport américain, né le 17 novembre 1916.
- 30 décembre : Robert Thuillier, photographe français, né le 20 octobre 1910.

- Date précise inconnue :  
  - Keiichirō Gotō, photographe japonais, né en 1915.
  - Eiichi Matsumoto, photographe japonais, né en 1915.

## Célébrations
Centenaire de naissance
- Cecil Beaton
- Claire Beck Loos
- Raymond Bègue
- Isabella Bird
- Margaret Bourke-White
- Marcel Bovis
- Bill Brandt
- Giuseppe Cavalli
- Émeric Feher
- Hein Gorny (de)
- George Hurrell
- François Kollar
- Dmitri Kozlov
- Jos Le Doaré
- Sam Lévin
- Gjon Mili
- Israel Ozersky
- Antonio Quintana
- Galina Sanko
- Ivan Shagin
- Roger Schall
- Grete Stern
- Jakob Tuggener
- Moï Ver
- Eddy Wiggins
- Kasimir Zgorecki

Centenaire de décès
- James Presley Ball
- Jules Beck (de)
- Isabella Bird
- Giuseppe Bruno
- Ueno Hikoma
- Étienne-Jules Marey
- Eadweard Muybridge
- Pierre Émile Pécarrère

Bicentenaire de naissance
- Cornelis Hendrik van Amerom
- Charles Chevalier
- Hercule Florence
- Charles Hippolyte Fockedey
- Robert Gill
- Joseph-Philibert Girault de Prangey
- Franz Hanfstaengl
- Joaquín Hysern
- Stefano Lecchi
- Étienne Casimir Oulif
- Pascual Perez
- Jules-Claude Ziegler